# يورغن كوربيون
يورغن كوربيون (بالألمانية: Jürgen Kurbjuhn)‏ مواليد 26 يوليو 1940 في سوفتسك، ألمانيا - الوفاة 15 مارس 2014 في بوكستهوده، ألمانيا، كان لاعب كرة قدم ألماني كان يلعب في مركز الدفاع. سبق له أن لعب في كأس العالم لكرة القدم مع منتخب بلاده. لعب خلال مسيرته 318 مباراة سجل خلالها 11 هدفاً.

## مسيرته الكروية
لعب يورغن كوربيون خلال مسيرته الاحترافية مع نادِ واحدٍ في اثنا عشر موسمًا وسجل خلالها 11 هدفًا ضمن 318 مباراة. حيث فاز في موسم واحد بالكأس ولم يفز بأي دوري.
خاض يورغن كوربيون مسيرته مع نادي هامبورغ في موسم 1960–61 ليلعب معه اثنا عشر موسمًا، مشاركًا في 318 مباراة سجل خلالها 11 هدفًا.

## روابط خارجية
- يورغن كوربيون على موقع قاعدة بيانات كرة القدم.إي يو (الإنجليزية)
- يورغن كوربيون على موقع بيانات كرة القدم. دي إي (الألمانية)
- يورغن كوربيون على موقع ناشيونال فوتبول تيمز (الإنجليزية)
- يورغن كوربيون على موقع عالم كرة القدم.نت (الإنجليزية)